# Regiões da Eslováquia

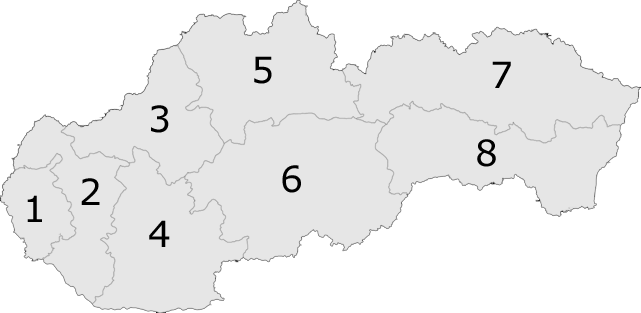
Divisões da Eslováquia

A Eslováquia está subdividida em  oito kraje (singular - kraj, geralmente traduzido como "regiões"), que têm o nome da sua principal cidade. Esta organização territorial foi instituída em 24 de julho de 1996.
Os "kraje" estão subdivididos em  okresy (singular - okres, geralmente traduzidos por "distritos"). Existem actualmente 79 distritos na Eslováquia.
1. Bratislava (Bratislavský kraj)
2. Trnava (Trnavský kraj)
3. Trenčín (Trenčiansky kraj)
4. Nitra (Nitriansky kraj)
5. Žilina (Žilinský kraj)
6. Banská Bystrica (Banskobystrický kraj)
7. Prešov (Prešovský kraj)
8. Košice (Košický kraj)

(A palavra "kraj" pode ser substituída por "VÚC" ou  "samosprávny kraj", em cada um dos casos)